# Zaharina Dimitrova
Zaharina Dimitrova (in bulgaro Захарина Димитрова?; Resen, 26 novembre 1873 – Pazardžik, 14 aprile 1940) è stata un medico bulgaro.

## Biografia
Zaharina Dimitrova nacque il 26 novembre 1873 a Resen, allora nell'impero ottomano. Era la figlia di Mice Velov, figlio del famoso patriota bulgaro Veljo Milošev. Si diplomò alla scuola superiore femminile bulgara di Salonicco e si trasferì a Mosca a studiare ostetricia. A partire dal 1892 continuò la sua formazione come studentessa di medicina presso l'Università di Losanna. Successivamente, come borsista dell'Esarcato bulgaro, continuò gli studi di medicina a Nancy in Francia, dove si laureò il 27 febbraio 1901 con una medaglia d'oro per la distinzione. Durante il suo secondo anno di studi vinse un concorso di anatomia e istologia riservato agli studenti e ricevette una medaglia d'argento. La sua tesi sugli «Studi sulla struttura della ghiandola pineale in alcuni mammiferi» fu pubblicata sulla rivista belga «Nevraks».
Il 23 marzo 1901 si trasferì a Sofia e qui superò un esame scritto affinché le fosse permessa la libera professione in Bulgaria. A causa di un'epidemia, fu trasferita urgentemente come medico a Sliven, dove lavorò e visse fino al 1910. In questo periodo sposò il maggiore Panajot Dimitrov, un farmacista militare. Nel 1910 i due si stabilirono a Pazardžik.
Durante le guerre balcaniche combattute dalla Bulgaria nel 1912 e nel 1913, Zaharina fu a capo dell'unità sanitaria di Pazardžik. In questo ruolo visitò i malati nel campo profughi di Krichim. Poiché i due medici cittadini, i dottori Iliya Matakiev e Atanas Dimitrov furono chiamati alle armi, il sindaco di Pazardžik nominò Dimitrova medico cittadino. Nella farmacia del marito, allestì il primo laboratorio per l'analisi del sangue della città.
Nel 1930 a causa del costante peggioramento della sua salute dovette ritirarsi dal lavoro. Continuò comunque a rimanere attiva nel campo sociale con azioni di beneficenza in particolare come presidente dell'associazione femminile «Budna Makedonka» e come membro attivo della società di beneficenza femminile «Prosveta», tutte e due con sede a Pazardžik. Finanziò parte delle case di maternità e di cura in città con fondi personali. Aiutò le persone meno abbienti della città e insieme al marito pagò gli studi a figli di parenti. Tra questi ci fu anche il farmacista Boris Ljakov. Nel 1938 i due coniugi acquistarono un'ambulanza Mercedes e la donarono all'ospedale cittadino. La fontana chiamata «Gerana» fu costruita con fondi della famiglia Dimitrova e fu un dono alla città.
Morì il 14 aprile 1940 a Pazardžik.